# Karaš-severinska županija
Karaš-severinska županija (rum.Caraş-Severin, (mađ.Krassó-Szörény) je županija u rumunjskom dijelu Banata, glavni grad županije je Ričica. Županija je poznata u Hrvatskoj zbog hrvatske manjine koja živi u općinama Karaševo i Lupak

## Demografija
Po popisu stanovništva iz 2002. godine na prostoru županije živi 333.219 stanovnika.  Većinsko stanovništvo su Rumunji (88,24%),zatim Romi (2,37%), Hrvati (1,88%), Nijemci (1,84%), Srbi (1,82%), Mađari (1,74%) i Ukrajinci (1,05%).
| Godina | Stanovnika |
| ------ | ---------- |
| 1948.  | 302.254    |
| 1956.  | 327.787    |
| 1966.  | 358.726    |
| 1977.  | 385.577    |
| 1992.  | 376.347    |
| 2002.  | 333.219    |

## Položaj
Veličina županije je 8514 km četvornih. Nalazi se u rumunjskome dijelu Banata. Graniči sa Srbijom, te kroz županiju prolazi rijeka Dunav

## Povijest
Od 1718 godine bila je dio Austro-Ugarske u okviru provincije Banat. Nakon toga jedno vrijeme je bio dio Mađarske, te napokon Rumunjske.

## Hrvati u županiji Karaš-Severin
Hrvati oko grada Ričice najstarija su hrvatska dijaspora. Oni tamo žive preko 500 godina. Hrvati u Rumunjskoj nisu imali većih dodira s maticom zemljom. Između Kraljevine Jugoslavije i Rumunjske postojao je dogovor koji je jamčio Hrvatima 5 hrvatskih učitelja. Taj dogovor je vrijedio od 1936. do 1948. i sukoba Tita sa Staljinom. Nakon toga veliki je period mraka do 1973. kad se postupno obnavljaju veze. Najveće je hrvatsko naselje Karaševo.

## Administrativna podjela

### Municipiji
- Ričica
- Karansebeš

### Gradovi
- Anina
- Băile Herculane
- Bocşa
- Moldova Nouă
- Oraviţa
- Oţelu Roşu

### Općine
| - Armeniş - Bănia - Băuţar - Berlişte - Berzasca - Berzovia - Bolvaşniţa - Bozovici - Brebu - Brebu Nou - Buchin - Bucoşniţa - Karaševo - Cărbunari | - Ciclova Română - Ciuchici - Ciudanoviţa - Constantin Daicoviciu - Copăcele - Cornea - Cornereva - Coronini - Dalboşeţ - Doclin - Dognecea - Domaşnea - Eftimie Murgu - Ezeriş | - Fârliug - Forotic - Gârnic - Glimboca - Goruia - Grădinari - Iablaniţa - Lăpuşnicel - Lăpuşnicu Mare - Luncaviţa - Lupak - Marga - Măureni - Mehadia | - Mehadica - Naidăş - Obreja - Ocna de Fier - Păltiniş - Pojejena - Prigor - Răcăşdia - Ramna - Rusca Montană - Sacu - Sasca Montană - Sicheviţa - Slatina-Timiş | - Socol - Şopotu Nou - Târnova - Teregova - Ticvaniu Mare - Topleţ - Turnu Ruieni - Valjug (rum. Văliug) - Vărădia - Vermeş - Vrani - Zăvoi - Zorlenţu Mare |

### Sela
- Agadici
- Mal

## Vanjske poveznice

### Ostali projekti
|  | Zajednički poslužitelj ima još gradiva o temi Caraş-Severin |